# Guanidin
Guanidin är ett vitt kristallint och starkt hygroskopiskt ämne med högt kväveinnehåll (CH5N3.

## Egenskaper
Guanidin är starkt basiskt och pKa för den korresponderande syran är 13,71.

## Förekomst
Små mängder guanidin återfinns naturligt i urin, då det är en naturlig nedbrytningsprodukt från proteiner. Aminosyran arginin innehåller en guanidingrupp, och är bara ett av talrika exempel på denna grupps förekomst i naturen. Guanidins salter har förmågan att denaturera proteiner.

## Framställning och användning
Tekniskt framställs guanidin ur dicyandiamid och kan användas i läder- och textilindustrin samt vid tillverkning av bl. a. konsthartser och sprängämnen och vid framställning av läkemedel. 
|  |